# بوب ديفيس (لاعب كرة قاعدة أمريكي)
بوب ديفيس (بالإنجليزية: Robert John Eugene Davis)‏ هو لاعب كرة قاعدة أمريكي، ولد في 1 مارس 1952 في بريور كريك في الولايات المتحدة.

## وصلات خارجية
- جون ديفيس على موقعبيزبول رفرنس.كوم (الدوري الرئيسي) (الإنجليزية)
- جون ديفيس على موقع مشجعي الرسوم البيانية (الإنجليزية)